# Sokołowo (film)
Sokołowo (cz. Sokolovo) – czechosłowacko–radziecki film wojenny w reżyserii Otakara Vávry, zrealizowany w 1974.

## Obsada
- Ladislav Chudík jako gen. Ludvík Svoboda
- Jurij Sołomin jako gen. Szafarenko
- Bohumil Pastorek jako Klement Gottwald
- Martin Štěpánek jako Otakar Jaroš
- Jiří Pleskot jako Edvard Beneš
- Hannjo Hasse jako Reinhard Heydrich
- Vladimír Ráž jako gen. Sergěj Ingr
- Josef Langmiler jako Zdeněk Fierlinger
- Štefan Kvietik jako Špígl
- Pavel Pípal jako Opatrný
- Jiří Krampol jako Karel Horák
- Rudolf Jelínek jako Antonín Sochor
- Ladislav Lakomý jako Rediš
- Emil Horváth jako Daniš
- Renáta Doleželová jako Anka Kadlecová
- Jurij Nazarow jako Fiłatow
- Żanna Prochorienko jako siostra wieśniaka
- Giennadij Juchtin jako ranny oficer